# Alfred (maska)

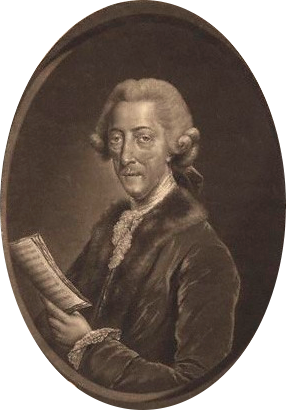
Thomas Augustine Arne, autor dzieła

Alfred – maska (masque) o królu Alfredzie Wielkim, skomponowana w 1740 roku przez Thomasa Augustine’a Arne’a, do libretta Davida Malleta i Jamesa Thomsona. Zawiera słynną pieśń Rule, Britannia!.
Oryginalnie skomponowana w dwóch aktach. Premiera odbyła się 1 sierpnia 1740 w Cliefden (Cliveden) House w posiadłości najstarszego syna króla Anglii Jerzego II – Fryderyka, Księcia Walii, na cześć trzecich urodzin księżnej Augusty. Wersja maski wystawionej w Cliefden (Cliveden) House składała się zaledwie z 8 części wokalnych, uwertury i marszu. Premierowa obsada Alfreda to: aktor Quinn, Kitty Clive, Cecilia Young (żona kompozytora) i tenor Thomas Lowe.

## Obsada
- Eltruda – żona króla Alfreda, sopran
- Edith – sopran
- Emma – żona pasterza Corina, sopran
- Spirit – sopran
- Prince Edward – syn Alfreda i Eltrudy, alt
- Corin – pasterz, mąż Emmy, tenor
- Alfred – król Anglii, tenor

Późniejsza wersja maski została podzielona na trzy akty i rozrosła się do 27 numerów. Arne zrobił wiele zmian na premierę w Londynie, która odbyła się w marcu 1745 roku. Libretta zawierają wiele nowej muzyki (w tym chórów), które nie zostały opublikowane i do których nie zachowała się muzyka. Partię Eltrudy śpiewała Giulia Frasi, John Beard kreował tytułową rolę, natomiast partia Księcia Edwarda została na nowo napisana dla jednego z największych śpiewaków tamtych czasów Gaetano Guadagniego.
Oprócz olbrzymiej popularności pieśni Rule, Britannia! Alfred nigdy nie odniósł sukcesu na scenie. W związku z wielokrotnymi przeróbkami, dodawaniem arii, recytatywów, chórów, zmiany charakteru utworu z maski na oratorium oraz zaginięciem wielu fragmentów muzyki utwór jest trudny (niejednoznaczny) w interpretacji jak również sprawia kłopoty wykonawcze.

## Nagrania
- Thomas Arne - The Masque of Alfred - Jennifer Smith - sopran, Christine Brandes - sopran, David Daniels - kontratenor, Jamie MacDougall - tenor, Philarmonia Baroque Orchestra and Chorale - Nicholas McGegan, dyr., CD, DDD, Deutsche Harmonia Mundi, 75605 51314 2, 1999.